# コナー・マクレガー
コナー・マクレガー（Conor McGregor、1988年7月14日 - ）は、アイルランドの元男性総合格闘家。ダブリン出身。SBGアイルランド所属。元UFC世界ライト級王者。元UFC世界フェザー級王者。UFC史上3人目の世界二階級制覇王者。UFC史上初の二階級同時王者。アイルランド人史上初のUFC世界王者。

## 概要
左ストレートを始めとしたパンチを主軸にアグレッシブにKOを狙うストライカータイプの選手で、回転系などの多彩な蹴り技も習得しており、エキサイティングなファイトスタイルで試合を盛り上げ絶大な人気を誇る。試合以外でも、カリスマ性を備えた雄弁な話術とパフォーマンスで人々を魅了し、メディアを巻き込んで話題をさらう術に長けている。また、この話術で対戦相手を煽って心理戦を仕掛け、相手を飲み込んで自分に有利な流れを作り出す。一方、破天荒な性格も持ち合わせたトラブルメーカーでもある。
マクレガーの絶大な人気を示すものとしてペイ・パー・ビュー（PPV）の販売件数がある。ハビブ・ヌルマゴメドフと対戦したUFC 229ではPPVを240万件売り上げUFC歴代1位の記録となったが、PPVを200万件以上売り上げたのはマイク・タイソンでも成しえなかった記録で、それまで200万件以上の売り上げを達成したのは全てフロイド・メイウェザー・ジュニアが出場した試合であったため、マクレガーはメイウェザーが出場しない試合で200万件以上の売り上げを達成した史上初めての選手となった。
新たに立ち上げた自身のアイリッシュ・ウイスキーブランド「Proper No. Twelve」を、わずか2年半で急成長させ株式の過半数を6億ドル（約660億円）で売却する等、ビジネスでも成功を収めている。

## 来歴
子供の頃にルルド・セルティック・フットボールクラブでサッカーをプレイした。12歳の時に2度オリンピックに出場経験があるフィル・サトクリフのジム、クラムリン・ボクシング・クラブに入会してボクシングを始め、国内ユース王者になっている。16歳の時に総合格闘技に転向した。
2007年2月17日、18歳の時にアマチュア総合格闘技デビュー。キーラン・キャンベルと対戦し、1RTKO勝ち。
2008年からジョン・カバナーのSBGアイルランドでトレーニングを始めた。
2008年3月8日、プロ総合格闘技デビュー。ゲイリー・モリスと対戦し、2RTKO勝ち。
2012年、CWFCのフェザー級王座、ライト級王座を獲得し二階級制覇を達成した。

### UFC

#### 2013年
2013年2月、UFC代表のダナ・ホワイトがダブリン大学トリニティカレッジから名誉表彰を受けるためダブリンを訪れた際に、マクレガーの評判を聞きつけ、マクレガーと会い契約に至った。アイルランド人でUFCと契約した2人目の選手となった。
2013年4月6日、UFC初戦となったUFC on Fuel TV 9でマーカス・ブリメージと対戦し、左アッパーから左ストレートでダウンを奪いパウンドで1RTKO勝ち。ノックアウト・オブ・ザ・ナイトを受賞した。
2013年8月17日、UFC Fight Night: Shogun vs. Sonnenでマックス・ホロウェイと対戦し、3-0の判定勝ち。しかし試合中に膝の前十字靱帯断裂、内側側副靱帯損傷、半月板損傷の重傷を負い、手術を受け約1年間のブランクを強いられた。

#### 2014年
2014年7月19日、母国アイルランドで開催されたUFC Fight Night: McGregor vs. Brandaoでディエゴ・ブランダオンと対戦し、左ストレートでダウンを奪いパウンドで1RTKO勝ち。パフォーマンス・オブ・ザ・ナイトを受賞した。当初はコール・ミラーと対戦予定であったが、ミラーの負傷によりブランダオンとの対戦に変更された。
2014年9月27日、UFC 178でフェザー級ランキング5位のダスティン・ポイエーと対戦し、左フックでダウンを奪いパウンドで1RTKO勝ち。2試合連続のパフォーマンス・オブ・ザ・ナイトを受賞した。マクレガーはトレーニング中に右手親指の靭帯を損傷しており、その怪我を押しての試合出場だった。

#### 2015年
2015年1月18日、UFC Fight Night: McGregor vs. Siverでフェザー級ランキング10位のデニス・シヴァーと対戦し、左ストレートでダウンを奪いマウントパンチで2RTKO勝ち。3試合連続のパフォーマンス・オブ・ザ・ナイトを受賞した。試合直後にオクタゴンを乗り越え、観戦席にいたUFC世界フェザー級王者ジョゼ・アルドに詰め寄って対戦をアピールした。
2015年7月11日、UFC 189でUFC世界フェザー級王者ジョゼ・アルドに挑戦することになっていたが、6月23日にアルドが肋骨を負傷して欠場した為、代わりにフェザー級ランキング1位のチャド・メンデスとUFC世界フェザー級暫定王座決定戦で対戦。マクレガーは同郷のシニード・オコナーがアイルランドの民謡「フォギー・デュー」を生歌唱する中入場している。試合では、メンデスのテイクダウンからのパウンドと肘打ちを凌ぎ、2Rに左ストレートでダウンを奪いパウンドでTKO勝ち。暫定王座獲得に成功し、4試合連続のパフォーマンス・オブ・ザ・ナイトを受賞した。オクタゴンでの勝利者インタビューでアルドについて聞かれた際に「俺の考えでは、アルドは逃げたと思っている。俺はこの試合前にアルドの肋骨の負傷よりもひどい怪我を負っていたんだ」と語っていたが、試合から2ヶ月経ったファンミーティングで、試合に向けてのトレーニング中に膝の前十字靱帯を80%断裂する重傷を負い、「正直チャドには片足1本で勝ったようなものだ」と明かしている。

##### UFC世界フェザー級王座獲得

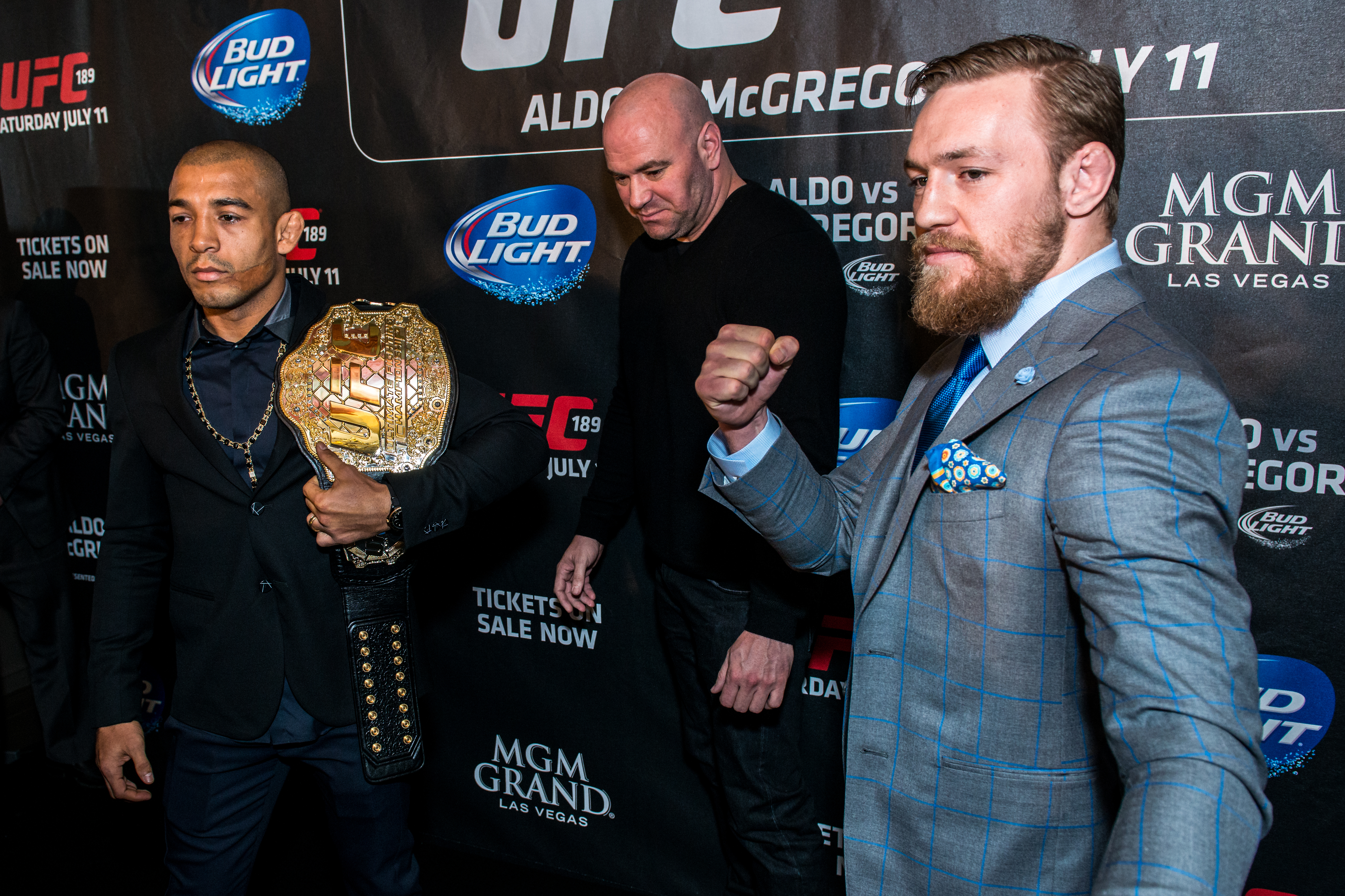
アルドとマクレガー

2015年12月12日、UFC 194のUFC世界フェザー級王座統一戦で正規王者ジョゼ・アルドと対戦し、UFCのタイトルマッチ史上最短記録となる1R開始13秒に左フックでKO勝ち。王座統一に成功し、5試合連続のパフォーマンス・オブ・ザ・ナイトを受賞した。試合のファイトマネーは50万ドルで、PPVボーナスは推定1200万ドル（15億円）だと報じられた。試合後の勝利者インタビューでは「アルドはパワフルで速かったが、精度はパワーに勝り、タイミングはスピードに勝る。アイルランドのみんな、俺達はやってのけたんだ」と語った。

#### 2016年

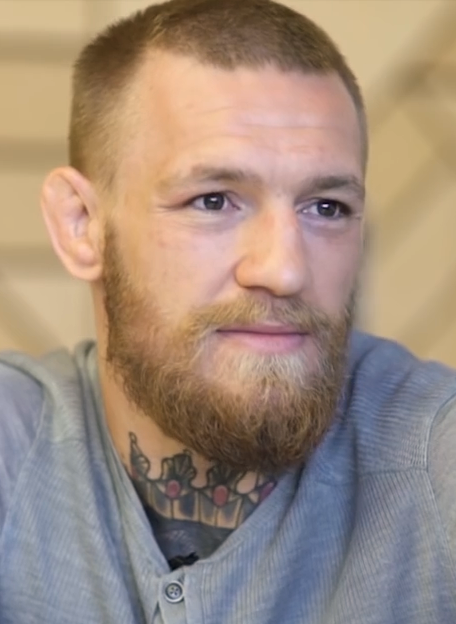
2016年

2016年2月、スポーツ・イラストレイテッド誌の表紙を飾る。
2016年3月5日、UFC 196にて一階級上のUFC世界ライト級王者ハファエル・ドス・アンジョスに挑戦することが決定していたが、2月23日にドスアンジョスが足を骨折したため試合が消滅。ドス・アンジョスの代替として他の選手へオファーが出されるも、ジョゼ・アルドは準備期間が短いとしてオファーを断り、フランク・エドガーは足の付根の怪我を理由に断ったことで、最終的にライト級ランキング5位のネイト・ディアスとウェルター級契約で対戦することが決定した。試合は2R序盤までパンチで攻め立てネイトを出血させるなど優勢に進めていたが、スタミナが切れはじめた所にネイトの左ストレートを受け形勢が逆転し、プレッシャーをかけるネイトに苦し紛れのタックルを仕掛けるも潰され、ほどなくマウントを取られ、ブリッジからバックマウントになった際にリアネイキドチョークで捕らえられ一本負け。自身の連勝が15連勝でストップし、UFC初黒星を喫した。試合に敗れはしたがファイト・オブ・ザ・ナイトを受賞した。この試合のファイトマネーは100万ドルで、PPVボーナス、スポンサーフィー等を含まない公表されているファイトマネーのみで100万ドルを越えた初めてのUFCファイターになった。
2016年5月6日、イギリスのタブロイド紙ザ・サンが、マクレガーとフロイド・メイウェザー・ジュニアのボクシングルールによる試合がメイウェザーが1億ポンド、マクレガーが700万ポンドのファイトマネーの条件で契約間近で、メイウェザーが友人にマクレガーと対戦すると話していることを報じた。この報道を受けて5月7日に、メイウェザーが「流れている噂は自分が出したもの。でも、噂ではないかもしれない。（実現するように）祈って欲しいね。ボクサーと総合格闘家の対戦は可能性があるよ。俺が試合をすれば、俺の数字は、もちろん、1億ドル以上だ。それぐらい要求してもいいだろう」とコメントを出し、5月8日には、マクレガーが、「総合格闘技VSボクシング」と書き添えた自分とメイウェザーがにらみあう合成画像を、自身のツイッターへ投稿した。さらにメイウェザーは、5月13日に放送されたボクシング中継の中で、「単なる噂じゃないんだ。今のところどうなるかわからない。でも、俺が本当に試合が実現すると思うかって？、絶対に実現するさ」「俺にとって厳しい試合になるのは間違いないだろう。どうなるかは今のところわからない、でもたくさん話題になっているんだ、試合を実現させたいね」「俺が主導権を握ってるんだ、ボクシングルールの試合になる」「試合会場は決まっていないし、ファイトマネーについてもまだ話し合っていない」「俺は長年に渡って自分自身を証明してきた。ゲンナジー・ゴロフキンから逃げも隠れもしない。俺はビジネスマンだ。もし俺がリングに復帰して試合をするなら、ビジネス的に、今俺が考えているただ一人の相手はコナー・マクレガーだけだ」と試合実現に強い意欲をみせた。5月22日にマクレガーはESPNに出演して「噂をリークしたのは彼だ。彼が1億ドルなのに、俺が700万ドルだって？それでは（総合格闘技で稼いでいるファイトマネーより）減給になる。減給は受け入れられない。ボクシングは金を稼げるところだと思っていたけど、700万ドルとは全くくだらない。彼が1億ドルの話をするなら、俺だって1億ドルだ」「彼は俺を必要としているが、俺は彼を必要としていない。それが真実だ。彼は他に対戦相手がいるのか？他のやつと対戦すれば稼ぎが1億ドルから1500万ドルに落ちてしまうだろう。彼が話したいのであれば、話し合おう。しかし、主導権を握っているのは俺だ」「俺はルールは気にしない。彼の望むルールで決めればいい。彼が総合格闘技のルールで戦いたくないのは分かっている。彼が制限されたルールの試合で戦いたいのであれば、それで問題無しだ」と語った。5月29日には、今度はメイウェザーが試合のプロモーションポスター風の合成画像を、自身のツイッターやインスタグラムへ投稿した。
2016年4月19日、ネイト・ディアスと7月9日のUFC 200で再戦することが決定していたが、トレーニングを優先させたいマクレガーと、選手に義務付けられているプロモーションを兼ねた事前記者会見へ出席させたいUFCの間で意見が対立。マクレガーが事前記者会見を欠席すると、UFCはマクレガーをUFC 200から欠場させることを発表した。マクレガーはSNSで引退を発表するが1日で撤回した。
2016年7月14日、ESPY賞の年間最優秀ファイターを受賞した。
2016年8月20日、UFC 202でライト級ランキング4位のネイト・ディアスと、適正体重のライト級ではなく、負けた試合と同じ条件でリベンジを果たしたいマクレガーの希望で、あえて第1戦と同じマクレガーにとって不利なウェルター級契約で再戦した。今回はパンチだけでなくネイト対策としてローキックを多用し、第1戦と同じく序盤はスタンドの打撃で圧倒するも、徐々にスタミナ切れを起こしネイトに捕まる展開が増えたが、5Rの死闘を戦い抜き2-0の判定勝ち。2試合連続のファイト・オブ・ザ・ナイトを受賞した。また本試合でUFC歴代最高の300万ドルのファイトマネーを獲得、大会のペイ・パー・ビューの販売件数は165万件に達し、自身のUFC 196の販売記録を塗り替えUFC歴代最高記録を更新した。
- 試合の反応
  - ビル・シモンズ　「これが試合だなんて信じられない、スポーツ映画のようだ。これまで見た試合の中で最高の試合の一つだ。なんて戦いだ。この試合に畏敬の念すら抱いているよ。私達ファンに3戦目を与えてくれ」[37][38][39]
  - スキップ・ベレイス　「モハメド・アリ時代から見始めた昔からのハードコアなボクシングファンとして、ずっとUFCのことを疑問に思ってきた。しかし昨晩、初めて会場で生観戦して心を奪われてしまった」[40]
  - マイク・タイソン　「ネイト・ディアスは地球上で最もイカした男だ」[41]

尚、この試合はUFCが2018年に創立25周年を記念して行ったファン投票で25年間の最高試合（オールタイム・ザ・グレイテスト・ファイト）に選ばれている。
試合で両足首を負傷した為、医師からトレーニングの再開許可を得るまでか、10月5日までのトレーニング禁止及び最大6ヶ月間の試合出場停止のメディカルサスペンションを受けるが、激闘となった試合からわずか2日後にトレーニングを再開した。
2016年10月10日、UFC 202の事前記者会見でマクレガーとネイト・ディアスが互いにペットボトルと飲料缶を投げ合った騒動の聴聞会がネバダ州アスレチックコミッションで開かれ、マクレガーに15万ドルの罰金（7万5千ドルは公共広告費に充てられる）と50時間の地域奉仕活動の処分が下される。しかし最初に示された処分から最終的に下された処分へ変更された際の、横暴な審議過程と重すぎる処分に批判が集まり、処分を決定したネバダ州アスレチックコミッションのパット・ランドバルは以前からむやみに過剰な処分を下していると指摘されていたことと相重なって事実上の解任に追い込まれた。12月7日にマクレガーは処分の見直しを求めてネバダ州アスレチックコミッションを裁判所へ提訴し異議申し立てを行った。最終的に2017年3月22日にネバダ州アスレチックコミッションで再び聴聞会が開かれ、マクレガーの処分は罰金が15万ドルから2万5千ドルに、地域奉仕活動が50時間から25時間へ大幅に軽減され、和解に至った。

##### UFC世界ライト級王座獲得・二階級制覇
2016年11月12日、ネイト・ディアスとの死闘からわずか3カ月後のUFC 205で一階級上のUFC世界ライト級王者エディ・アルバレスに挑戦し、1Rから3度ダウンを奪うなど圧倒し、2Rに左ストレートから右フック、さらに左ストレートから右フックの4連続のコンビネーションでダウンを奪いパウンドでTKO勝ちを収めた。パフォーマンス・オブ・ザ・ナイトを受賞。フェザー級に次いでライト級の王座獲得に成功し、ランディ・クートゥア、BJ・ペンに続いてUFC史上3人目となる二階級制覇を達成した。なお、二階級の王座を同時に保持したのはマクレガーがUFC史上初めてとなった。
試合の会場となったマディソン・スクエア・ガーデンの入場料収入記録は1999年にボクシングで行われたヘビー級の試合レノックス・ルイス対イベンダー・ホリフィールドの1350万ドルであったが、これを上回る1770万ドルを売り上げ、同会場の入場料収入最高記録を樹立した。なお、試合の前々日に行われた記者会見にマクレガーが赤いロールネックのセーターにグッチの白いミンクのファーコートを合わせた70年代風のファッションで現れたのは、同会場でモハメド・アリと伝説の試合を繰り広げたジョー・フレージャーの当時の服装をオマージュしたものである。
翌年の子供の出産予定に合わせ産休を取り、それまでは試合を控えることを発表した。
2016年11月26日、UFCがフェザー級王座をマクレガーが返上したと発表する。しかし、マクレガーは返上に同意していない趣旨の発言をした。
2016年12月18日、アイルランドのスポーツ賞「RTÉスポーツ・パーソン・オブ・ザ・イヤー」に選ばれる。この際、マクレガーが同賞に相応しいかアイルランド国内で論争が起こり、アイルランド首相のエンダ・ケニーが「コナー・マクレガーは素晴らしいアスリートで、スポーツ・パーソン・オブ・ザ・イヤーに相応しく、世界のスーパースターであり固有のカテゴリーで頂点に立つ人物です」と選考は適切であると述べてマクレガーを支持する表明をした。

#### 2017年

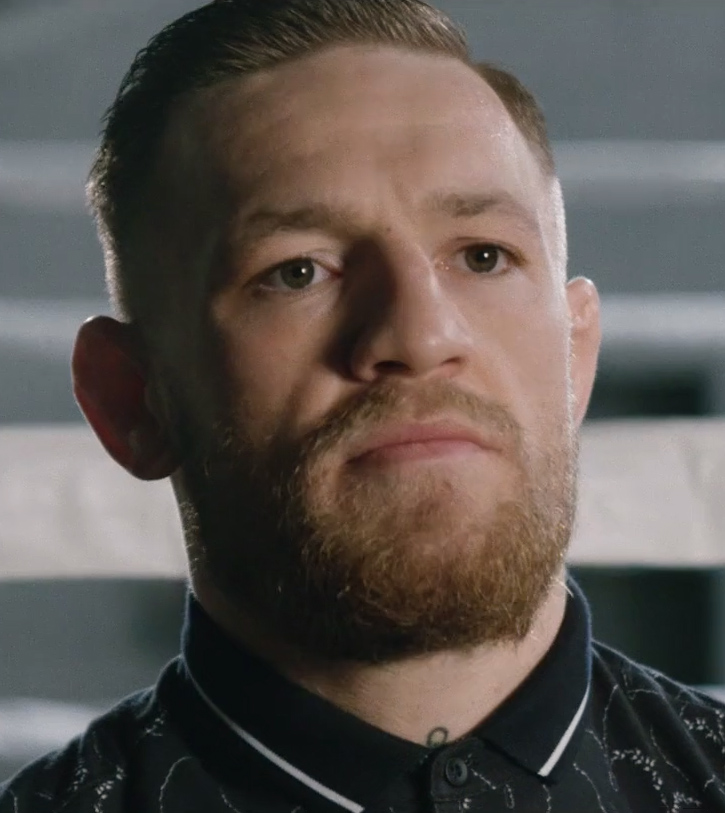
2017年

2017年4月、TIME誌の「世界で最も影響力のある100人」に選出される。
2017年5月5日、19歳の時に出会ってから約10年間苦楽を共にしてきたディー・デブリンとの間に第一子が誕生した。

##### ボクシング・メイウェザー戦
2017年8月26日、プロボクシングデビュー戦でフロイド・メイウェザー・ジュニアと対戦し、試合序盤の3Rは変則的なボクシングから左アッパーをヒットさせるなど手数も出して試合のペースをつかんだかにみえたが、中盤以降はスタミナ切れを起こして動きが落ち、ダウンは1度もしなかったものの、メイウェザーがパンチをまとめるとレフェリーの判断で試合が止められ、レフェリーストップにより10R 1分5秒TKO負けを喫した。この試合のファイトマネーのみでメイウェザーは1億ドル、マクレガーは3000万ドルを稼ぎ、雑誌『フォーブス』で発表された2018年のスポーツ選手長者番付ではメイウェザーが年収2億8500万ドルで1位、マクレガーは年収9900万ドルで4位にランクインした。北米でのPPV販売件数は、2015年のフロイド・メイウェザー・ジュニア 対 マニー・パッキャオ戦に次いでボクシング史上2位となる430万件に上り、世界中での違法ストリーム視聴は1億3千万人以上に達した。
- 試合前の反応
  - マイク・タイソン 「ボクシングならマクレガーは殺されるよ」「メイウェザーは赤ん坊のころから生涯ずっとボクシングをやってきたんだ。マクレガーはKOされるとわかってる所にノコノコ出てくるとは、まったくバカなルールを受けたもんだぜ。蹴ることも組みつくことも許されないんじゃマクレガーには、ほとんど勝つチャンスがないよ」[68][69]
  - マックス・ケラーマン 「もしマクレガーがずっとボクシングをやっていたのなら、我々は違う話をしていたかもしれない。しかしわずか3ヶ月か6ヶ月やっただけでフロイドにパンチを当てることは出来ない。これから起こることを話そう。コナー・マクレガーは一発のパンチもフロイド・メイウェザーに当てることが出来ない。一発のパンチでさえもだ」[70]
  - リッキー・ハットン 「俺もメイウェザーにパンチを当てることが出来なかった、デラ・ホーヤも出来なかった、カネロも出来なかった。だからコナーも出来ないだろう」「試合になればコナーはパンチを一発も当てられない可能性があると思う。試合では、少し恥ずかしいことが起こるかもしれない。コナーの事は大好きだから、そうなるのは見たくないんだけどね」[71]

試合前はマクレガーに対して「パンチが一発も当たらない」等の酷評もあったが、ボクシングのデータを取り扱うコンピュボックス社（CompuBox）の統計で、この試合でマクレガーがメイウェザーにヒットさせたパンチの数は111発で強打でも84発と、マニー・パッキャオが2015年の試合でメイウェザーに対して記録したヒットさせたパンチの数81発と強打で63発と比較しても、ヒット数、強打のヒット数共に上回るなど、予想以上の健闘をみせたことで、試合後にはボクサーや専門家から高い評価を得た。
- 試合後の反応
  - マイク・タイソン 「マクレガーをさらにリスペクトするようになったよ」「リングに入るだけでも大した度胸なのに、マクレガーは素晴らしかった」「A評価を与えるね。彼は本当に素晴らしかったよ。ボクシングを一度も経験したことがない男が10ラウンドまで戦ったんだ」「マクレガーはダウンをするべきだったね。レフェリーのストップは少し早すぎたよ」[75][69][76]
  - マックス・ケラーマン 「コナー・マクレガーは並外れたファイターだ。非常に優れたファイターだった。チャンピオン達の中でも、彼は傑出している。ボクサーコナーの何が傑出していたかと言えば、まず第一に、彼は史上最高のボクサーの一人を相手にプロデビュー戦を果たし、試合序盤は十分に張り合っていたことだ。プロデビュー戦にもかかわらず、彼が10ラウンドまで戦った事実は驚くべきことだ」「私がコナーは一発のパンチも当てられないと言ったのは間違いだった。彼は実際にパンチをきれいに何発か当てた。フロイドがまだ戦いを始めていなかった時、マクレガーは試合序盤の数ラウンドを勝った。それは驚くべきことだ」[77]
  - ジョージ・フォアマン 「マクレガーが誰もやったことがないようなパンチでメイウェザーにパンチを命中させてとても驚いたよ」「（試合前に）この試合について否定的な事を言っていた全てのメディアは謝罪するべきだ。恐らく、この試合を超えるのは難しい。年間最高試合かもしれない」「彼はメイウェザーを驚かせただけでなく、私やたくさんの専門家たちを驚かせたんだ」「マクレガーのパンチが頻繁に当たったために、メイウェザーのディフェンスはコナーに対して機能しなかった。だからメイウェザーは前に出て私のような古いボクシングの強打者みたいに戦ってしまったんだ」[78][79]
  - シュガー・レイ・レナード 「マクレガーには驚かされたよ。彼のスタイルを使って4ラウンドか5ラウンド、メイウェザーから平静さを失わせたのが印象的だった。驚異的だったよ。でもそれから7ラウンドぐらいに突然スタミナ切れを起こしてしまったね」[80]
  - ウラジミール・クリチコ 「マクレガーはボクシングで対戦するのに簡単な相手ではなかった。彼は速かったし、フロイドは彼のパンチを注意していた。彼のパンチは左も右もパワフルだったからね」「誰もがメイウェザーが勝つと予想してたと思うけど、個人的には、マクレガーがこれほど競合するとは思っていなかったよ。特に序盤のラウンドでは、彼はビューティフルなボクシングをみせた。彼は全てのルールに従って、とてもクリーンなボクシングだったよ」[81]

2017年11月1日、マクレガーをUFCと契約する前から4年以上に渡って追ってきたドキュメンタリー映画『Conor McGregor: Notorious』がアイルランドで公開され、アイルランド制作のドキュメンタリー映画として歴代最高興行収入を記録。2017年に公開されたアイルランド制作映画としても最高週末興行収入を記録した。
2017年11月23日、世界6階級制覇ボクサーのマニー・パッキャオが、マクレガーに対し、「元気でいろよ、わが友よ。2018年に本当のボクシングマッチ」とSNSで挑発した。12月9日には、パッキャオが、まだ初期段階の交渉であるものの翌年4月にマクレガーと対戦するための交渉を開始したことを明かし、自分との対戦にマクレガーも前向きだと聞いていると語った。また、UFCのリングアナウンサーであるブルース・バッファーも、パッキャオの関係者から「マクレガー陣営と交渉したいので間を取り持って欲しい」とする依頼を半年以上前から何度も受けていることを明らかにした。しかし、パッキャオのプロモーターであるボブ・アラムは「まったく馬鹿げている、今のところ交渉はなにもない」と交渉を開始したとするパッキャオの主張を否定し、ダナ・ホワイトも同様に「マクレガーはUFCと契約しているので、もし交渉開始の話が本当であれば、パッキャオと彼の代理人を訴えることになる」と否定し、マクレガーの次の試合はボクシングではなく総合格闘技の試合になるとした。12月16日には、パッキャオと対戦するのか取材を受けたマクレガーが「次の試合は総合格闘技になる」と、パッキャオとのボクシング戦を否定した。

#### 2018年
2018年4月7日、UFCはマクレガーが長期間試合を行わなかったとして、UFC 223でライト級王座を剥奪した。
2018年10月7日、約1年11ヶ月ぶりの総合格闘技復帰戦となったUFC 229のUFC世界ライト級タイトルマッチで王者ハビブ・ヌルマゴメドフに挑戦。終始圧倒されネッククランクで4R一本負けを喫し、王座獲得に失敗した。試合後、ヌルマゴメドフがマクレガー陣営のディロン・ダニスに飛びかかったのをきっかけに、ヌルマゴメドフのセコンドと揉め事を起こし、乱闘騒ぎとなった。

#### 2019年
2019年1月29日、ネバダ州アスレチック・コミッションで、事前にマクレガーとヌルマゴメドフがともに合意していたUFC 229で起こした乱闘に対する処分の和解案を承認するか、アスレチックコミッショナーによる投票が行われ、ヌルマゴメドフは出場停止9ヶ月（いじめ防止の公共広告に協力すれば出場停止期間を3ヶ月間短縮できる）と罰金50万ドルの和解案が満場一致で、マクレガーは出場停止6ヶ月と罰金5万ドルの和解案が4-1の投票で承認され、それぞれ処分が確定した。ヌルマゴメドフのセコンドに就いて乱闘に加勢したズバイラ・ツフゴフとアブバカル・ヌルマゴメドフには出場停止1年と2万5000ドルの罰金が科せられた。2月25日に同コミッションからディロン・ダニスに出場停止7ヶ月と7500ドルの罰金が科せられた。
なお、乱闘の発端となった、ヌルマゴメドフがオクタゴンを乗り越えてマクレガー陣営のディロン・ダニスに飛びかかったのは、ダニスがヌルマゴメドフに対して宗教的な発言をしたためと一部で報道されたが、ヌルマゴメドフ本人が、ダニスの声自体が観客の喧騒にかき消され聞こえなかったと否定し、因縁があったマクレガー陣営の他のセコンド達が年上だったので、若いダニスを標的にしたのだと語っている。
2019年3月26日、SNSで総合格闘技からの引退を表明したが数日で撤回した。

#### 2020年
2020年1月18日、約1年3か月ぶりの復帰戦となったUFC 246でライト級ランキング5位のドナルド・セラーニとウェルター級契約で対戦。開始早々にクリンチでの肩パンチと膝蹴りでセラーニの左目を腫れあがらせると、その直後に左ハイキックでぐらつかせ、追撃のパンチ連打でダウンを奪いパウンドで僅か40秒のTKO勝ち。パフォーマンス・オブ・ザ・ナイトを受賞した。また、この試合のPPVは販売で不利なストリーミング（ESPN+）での独占配信だったのにもかかわらず、ウォルト・ディズニー・カンパニーCEOのボブ・アイガーが、UFC 246はPPVの販売件数で100万件以上を達成して、ESPN+自体の加入者獲得においても50万件以上の新規加入者を獲得することに成功したと発表した。これによりマクレガーはストリーミングサービスでPPVを100万件以上売り上げた史上初めての選手となった。なお、マクレガーはこの試合でファイトマネー、PPVボーナス、スポンサー料を合わせて4800万ドル（約52億円）を稼いでいる。
2020年6月6日、SNSで引退を発表した。理由として、マクレガーは1月のセラーニ戦から直ぐにでも試合をしたかったが、対戦交渉が進められていたジャスティン・ゲイジーが、ヌルマゴメドフの欠場によりトニー・ファーガソンと対戦することになり、さらに新型コロナウイルス感染拡大の影響などで試合がなかなか決まらなかったことで、モチベーションが低下したことなどを挙げた。
2020年8月8日、ディー・デブリンとの婚約を発表した。

#### 2021年
2021年1月24日、1年ぶりの復帰戦となったUFC 257でライト級ランキング2位の元UFC世界ライト級暫定王者ダスティン・ポイエーと再戦。スタンドの攻防でプレッシャーをかけ左ストレートを時折ヒットさせるなど攻勢に立つものの、序盤から貰い続けた左カーフキックで右脚のダメージが蓄積し、足が止まった2R中盤にスタンドパンチ連打から右フックでダウン奪われパウンドでキャリア初のTKO負け。約6年越しのリベンジを許した。なお、この試合でマクレガーはPPVボーナスやスポンサー料を含めないファイトマネーのみで500万ドル（約5億1900万円）を稼いだ。
2021年7月10日、UFC 264でライト級ランキング1位の元UFC世界ライト級暫定王者ダスティン・ポイエーとラバーマッチを行う。序盤にテイクダウンを奪われグラウンドの攻防で劣勢となり、1R終盤に左ストレートを放った際に左足を捻り脛骨を骨折し、1R終了時にドクターストップでTKO負け。自身初の連敗を喫した。

#### 2023年
2023年5月17日、Netflixで4部構成のドキュメンタリー『McGregor Forever』が公開された。
2023年5月30日、リアリティ番組「The Ultimate Fighter」のシーズン31でマイケル・チャンドラーと共にそれぞれのチームのヘッドコーチを務めた
2023年9月5日、ジョン・カバナーからブラジリアン柔術の黒帯を授与された。
2023年10月8日、UFCで復帰するために、復帰前に義務付けられているドーピング検査を受けるため米国アンチドーピング機関（USADA）の検査対象者リストに入った。

#### 2024年
2024年3月21日、映画初出演となった『ロードハウス/孤独の街』がAmazon Prime Videoで世界配信され、配信から2週間で全世界で5000万人以上が視聴し、Amazon Prime Videoで配信されたオリジナル映画として史上最高の視聴者数を記録した。
2024年4月27日、マクレガー及びマクレガーの会社「マクレガー・スポーツ・アンド・エンターテインメント」がベアナックル・ボクシングの団体「BKFC」の共同所有者になることが発表された。

## ファイトスタイル
伝統空手を思わせるような構えをし回転蹴りや横蹴り、そして代名詞ともいえるカウンターの左ストレートを主な武器としたファイターで、相手がパンチを出して接近してきたタイミングに合わせて後ろへ下がり左ストレートをカウンターで合わせるのが必勝スタイルである。通常サウスポーは対オーソドックスの場合、相手と正対することになり、左ストレートを放てば相手の顔の正面に当たりやすくなるためオーソドックスの相手を得意とする場合が多い。しかしサウスポー同士であると相手の右のガードや肩が邪魔になり、左ストレートを当てにくくなってしまうが、マクレガーはサウスポー相手でも問題なく左ストレートをヒットさせる。自分よりリーチの長い相手でも、ヘッドスリップからのカウンターやワンツーをヒットさせるなど、ボクシングスキルはボクサー顔負けの技術を誇っている。

## 人物・エピソード
- 2021年にフォーブスのスポーツ選手長者番付において、1億8000万ドル（約198億円）を稼ぎ、総合格闘家として史上初めて1位にランクインした[117]。2022年には4300万ドル（約59億円）を稼ぎ35位に[118]、2020年には4800万ドル（約53億円）を稼ぎ16位に、2019年には4700万ドル（約52億円）を稼ぎ21位に、2018年には9900万ドル（約115億円）を稼ぎ4位に、2017年には3400万ドル（約37億円）を稼ぎ24位にランクインした[119][120]。ビーツ・エレクトロニクス、モンスターエナジー、リーボック、バーガーキング、バド・ライトとスポンサー契約を交わしている。
- 2019年にESPNの「世界で最も有名なアスリート100人」で5位に選出された。これは格闘家としてはトップで、ハビブ・ヌルマゴメドフ（15位）、デオンテイ・ワイルダー（34位）、タイソン・フューリー（39位）、アンソニー・ジョシュア（63位）、サウル・アルバレス（68位）、ゲンナジー・ゴロフキン（78位）、マニー・パッキャオ（83位）らを上回った[121]。2018年には18位[122]、2017年には25位に選出された[123]。
- 2017年に、Google検索ランキングで、アメリカで「最も検索されたアスリート」になった[124][125][126]。また同年は、ツイッターで「世界で5番目につぶやかれたアスリート」に[127]、イギリスで「最もつぶやかれたアスリート」にもなっている[128]。2016年のGoogle検索ランキングでは、イギリスで「最も検索された男性セレブリティ」と「最も検索されたアスリート」になっている[129]。2015年のGoogle検索ランキングでは、アイルランドで「最も検索されたアスリート」になり、さらに「最も検索された検索ワード」で3位、「最も検索された人物」で2位に入った[130]。
- ファッションセンスに定評があり、男性スタイル・ファッション誌「GQ」の2017年ベストドレッサー賞で俳優やミュージシャンに混ざって4位に選ばれている[131]。
- UFCに参戦する以前はアイルランドの社会福祉事務所から社会福祉手当を受け取って暮らし、車はオペル・アストラに乗っていた[132][133][134]。社会福祉手当として週188ユーロを受け取っていたが、後にUFCで成功すると340万ドル（約4億7千万円）のヨットを購入し、そのヨットを「The 188」と名付け[135][136]、父親にプレゼントしている[137]。
- また父親には32万4000ユーロ（4800万円）のランボルギーニ・アヴェンタドールを、コーチのジョン・カバナーと姪のテイラーにはレンジローバーをプレゼントしている[138][139]。
- ランボルギーニの設立年1963年を記念した限定生産63隻のヨット「Tecnomar for Lamborghini 63」を、自身のウィスキーブランドProper No. Twelveにちなんでシリアルナンバー12番のものをカスタマイズして360万ドル（約5億3千万円）で購入した[140][141][142]。
- アイルランドに在住しているが、ネバダ州ラスベガスに「マック・マンション」と呼ばれる、6つのベッドルーム、プール付きの邸宅を所有し[143]、車はロールス・ロイス・ファントム・ドロップヘッド・クーペ、ランボルギーニ・アヴェンタドール・ロードスター、ベントレー・コンチネンタルGTC等を所有している[132][144][145][146]。UFC 205ではロールス・ロイス社からマクレガー仕様に特別カスタムメイドされたロールス・ロイス・ゴーストの贈呈を受けた[147]。
- マクレガーから影響やインスピレーションを受けたと語る俳優も多く、ベン・アフレックは映画「バットマン vs スーパーマン ジャスティスの誕生」で演じたバットマンのアクションはマクレガーのファイトスタイルを参考にしたと語り[148][149]、トム・ハーディはマクレガーを映画「ヴェノム」で演じたヴェノムのキャラクター構成のベースにしたと語り[150][151]、チャーリー・ハナムはマクレガーの思想に影響を受けたと語っている[152]。ジャレッド・レトはUFCの映画が制作されるならマクレガーの役を演じたいと語っている[153]。
- ノートリアス・ウォークやマクレガー・ストラットと呼ばれる、誇示するようにふんぞり返り腕を大げさに振るって歩く独特のパフォーマンスが有名で、セルヒオ・ラモス、ポール・ポグバ、マルク・ガソル、ジュリアン・エデルマン、シャキール・オニール、ジャスティン・ビーバーなどの各界著名人が真似をしている[154][155][156][157]。
- 2020年7月19日にサッカースペイン代表でレアル・マドリードのキャプテンも務めるセルヒオ・ラモスが自身のSNSに、シュート練習でゴールを決めたあとにマクレガー・ストラットをする動画と共に、「どう思う @コナー・マクレガー？」と投稿すると、これにマクレガーも自身のSNSに、自身がシュートをゴールに決める動画と共に「どう思う @セルヒオ・ラモス？」と投稿して応答した。するとラモスは、「トップクラスだよ、相棒。レアル・マドリードでのトレーニングセッションはどうだい？いつでも大歓迎するよ」と投稿、これにマクレガーは「ありがとう、兄弟。次にマドリードに行ったときには、大変光栄だろうね」と返答した[158]。2020年12月1日には、ラモスが自身のSNSに、ジムワークの動画と共に、「準備はできたか @コナー・マクレガー😉」と冗談ぽく対戦を呼びかけた、これにマクレガーは、「準備を続けろ、兄弟、セルヒオ。俺たちにはビッグファイトが迫ってるんだ」と返答した[159][160]。
- 2020年12月24日に自身のSNSで婚約者のディー・デブリンが第三子を妊娠したことを公表すると、ジャスティン・ビーバーから「あなたは文字通りスーパーヒーローのように見える」と祝福のコメントが書き込まれた[161]。
- 2016年にネイト・ディアス第二戦へ向けてラスベガスでトレーニングをしていた時に、クリスティアーノ・ロナウドがジムに激励に訪れ、ロナウドがこれからジェニファー・ロペスの誕生日パーティーへ行くと言うので、マクレガーはジェニファーとは面識がなかったが冗談めかして「俺も行っていいか？」と聞くと、ロナウドに「もちろん、問題無いよ」と言われたので、その夜パーティー会場へ行くも、そこにロナウドの姿は見当たらず、ジェニファーは近くのソファーに座っているものの、直接招待を受けたわけではないので、「彼女は俺のことを知ってるのか？」と戸惑いながら手を振ると、ジェニファーは「なんてこと、コナーだわ」と驚いてソファーから飛び上がるように立ち上がり、喜びながらマクレガーの手を引いて奥のパーティ会場へ案内した[162]。
- 「キング・アーサー」、「トリプルX:再起動」、「ザ・プレデター」などの映画出演依頼をトレーニングに支障をきたすとして断っている[163]。
- 映画「ロードハウス/孤独の街」の撮影でドミニカ共和国を訪れた際に、ルイス・アビナデル大統領から1,000ユーロ相当の葉巻を贈られた[164]。
- 婚約者のディー・デブリンとの間に、2017年5月に長男のコナー・ジャック・マクレガー・ジュニア、2019年1月に長女のクロイア・マクレガー、2021年5月に次男のライアン・マクレガーが誕生している。
- ウォルト・ディズニー・カンパニー会長のボブ・アイガーも、マクレガーはESPN+の契約者数が100万人急伸した要因と、その人気の高さに言及している[165]。
- 世界最高賞金の競馬レースであるペガサスワールドカップのプロモーションに起用される。マクレガーが13人目のジョッキーとしてペガサスワールドカップへ招待されるという設定の4回シリーズのCMなどが公開された[166]。
- 少年の頃にヒーローだった人物にチャック・リデル、モハメド・アリ、ブルース・リーを挙げている[167]。
- 豊富な語彙力と喋りの巧さから「アイルランドのモハメド・アリ」などと、モハメド・アリと比較される事があるが、マクレガー自身は「アリのような人になぞらえられる事は光栄だが、アリは特別な人なので比較しないで欲しい」と語っている[168][169]。
- UFCデビュー戦から7カ月後にSNSで将来の目標として、2階級の王座、柔術の黒帯、殿堂入り、2500万ドルの預金、を掲げていたが[170]、その後、殿堂入り以外の目標は全て達成している[171]。
- 2016年にクリスティアーノ・ロナウドと会った際、雑誌フォーブスのスポーツ選手長者番付で1位だったロナウドに、いつかロナウドを追い抜いて自分が1位になると語っていたが、2021年にその言葉通りマクレガーはスポーツ選手長者番付で1位になった[172]。
- UFCが初めてアイルランドで大会を開催した2009年1月17日のUFC 93でマクレガーはプロデビューして間もないグリーンボーイでしかなかったがオクタゴンアナウンサーのブルース・バッファーに「私の名前はコナー・マクレガーです。いつかUFCのチャンピオンになるので名前を覚えておいてください」と挨拶しているが、マクレガーが2013年4月6日のUFC on Fuel TV 9でUFCデビューを果たした際に、オクタゴンに入場して来るマクレガーを見てバッファーはあの時の少年だと思い出し、マクレガーの目標を実現させる意思の強さと将来を見抜く見識に感動を覚えたという[162]。
- 派手なパフォーマンスで人気のあったボクシング元世界王者のナジーム・ハメドは「俺が引退して以降ボクシングにいらだってることが一つあるんだ。俺のように興奮を掻き立てるボクサーが誰一人現れていないじゃないか。期待に応えているただ1人の男は、それはボクサーじゃない、コナー・マクレガーだよ」とイギリスのボクサーのエンターテイメント不足を嘆きつつ、自身に匹敵するただ1人のファイターはマクレガーのみであると、マクレガーがUFC王者になる前の2015年6月という早い時期から称賛している[173]。
- ボクシングのヘビー級統一王者タイソン・フューリーはマクレガーのトラッシュトークやアゴ髭は俺の真似をしているだけだとしており、UFC196でマクレガーが負けた際には「週末にUFCのトップファイター2人が負けたが、ホリー・ホルムはマクレガーより根性を見せた。アイルランドの戦う誇りはそう簡単にタップアウトしない、俺なら失神することを選んでいただろう。総合格闘技はくだらない、激しくタップアウトすれば済むのだから。ボクシングは究極の格闘スポーツ、2人のファイターが立って戦うんだ」とマクレガーと総合格闘技をけなした[174]。

### Proper No. Twelve

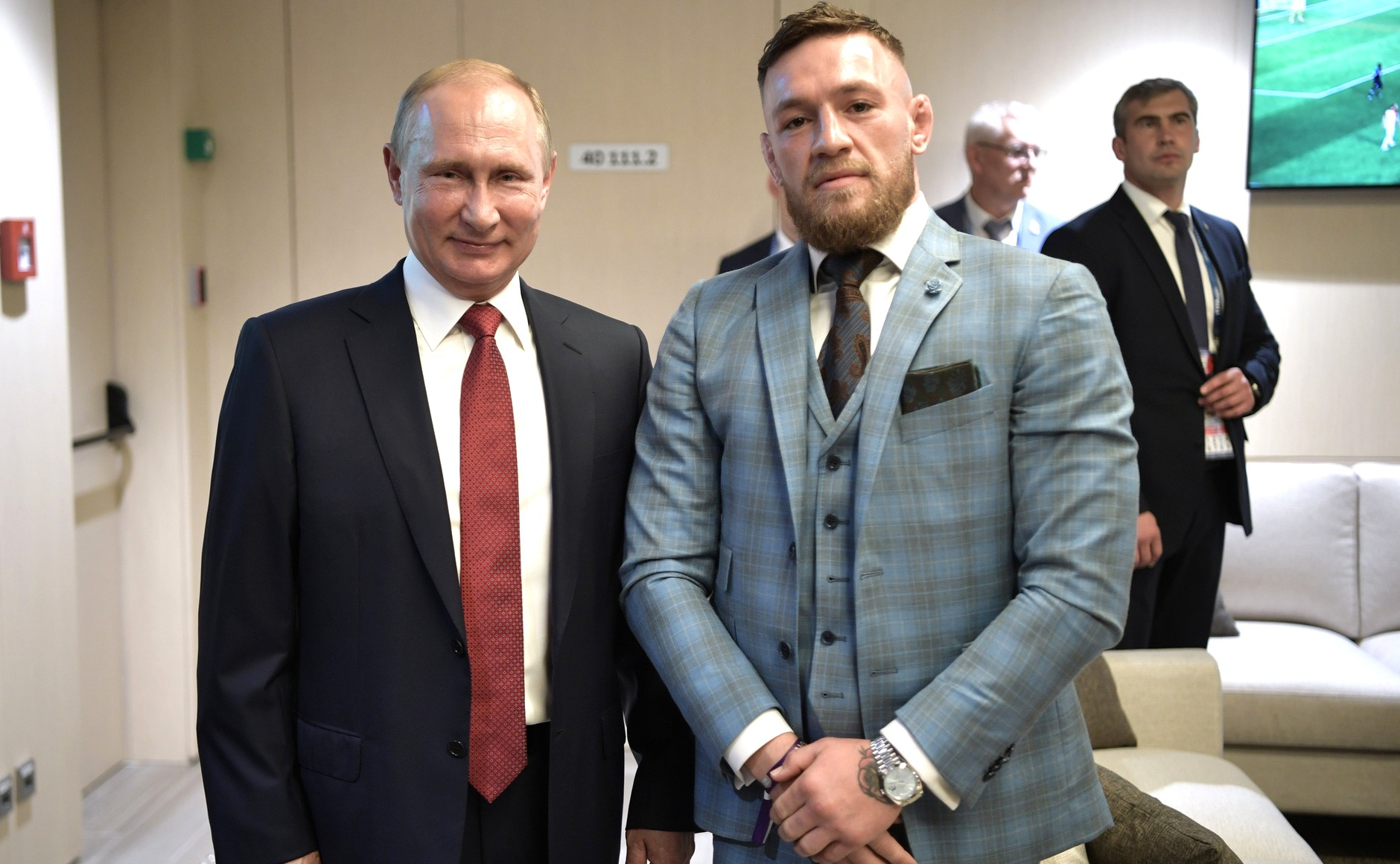
マクレガー(右)とロシアのウラジーミル・プーチン大統領(左)

- 2018年9月に自身のアイリッシュ・ウイスキーブランド「Eire Born Spirits」を創立し、シングルモルトウイスキー「Proper No. Twelve」の販売を開始[175]。2021年4月時点で600万本を出荷する成功を収めている[176]。
- 2021年4月にホセ・クエルボなどのアルコールブランドを所有するプロキシモ・スピリッツへProper No. Twelveの過半数の株式を6億ドル（約660億円）で売却。6億ドルは共同創業者である、コナー・マクレガー、オーディ・アター、ケン・オースティンの3人に支払われた[177][178]。
- Proper No. Twelveの名称はマクレガーが育った地区名に由来する。
- 2018年7月15日に行われたサッカーワールドカップの2018 FIFAワールドカップ・決勝の会場でウラジーミル・プーチン大統領に直接、製造番号1番のProper No. Twelveを贈呈している[179]。
- Proper No. Twelveは、タイソン・フューリー対デオンテイ・ワイルダー第二戦、ガーボンタ・デービス対レオ・サンタ・クルス等のボクシングのビッグマッチでメインスポンサーになっている[180]。

### Forged Irish Stout
- 2023年夏にダブリンの醸造所を買収して自身の黒スタウトビール「Forged Irish Stout」の販売を開始した[181]。
- Forged Irish Stoutは、ケイティー・テイラー対シャンテル・キャメロン[182][183]やクリス・ユーバンク・ジュニア対リアム・スミス第二戦[184]、アンソニー・ジョシュア対ロバート・ヘレニウス等のボクシングのビッグマッチでスポンサーになっている。
- アンソニー・ジョシュア対ロバート・ヘレニウスでは、マクレガーはジョシュアがKO勝ちを挙げた直後に祝福のためボクシンググローブを着けたままのジョシュアに口に注ぎ込むようにForged Irish Stoutを飲ませているが[185]、試合後の記者会見でジョシュアが「木箱一杯のForged Irish Stoutを地元のパブに無料で送って欲しい。地元のみんなもとてもとても喜ぶよ」と言ったため、マクレガーはジョシュアの希望通りForged Irish Stoutを贈っている[186]。

### マクレガーに対戦要求したボクサー
- マニー・パッキャオ 『元気でいろよ、わが友よ。2018年に本当のボクシングマッチを』[187]。
- ワシル・ロマチェンコ 『マクレガーよ、ニンジャタートル・ロマチェンコがおまえをリングで待っているぞ。俺がおまえをテストしてやる』 [188][189]。
- ミゲル・アンヘル・ガルシア 『フロイドはカリフォルニアでは試合をしない。マクレガーがボクシングをやりたいのなら俺と対戦しよう』[190]。
- ダニー・ガルシア 『俺とやれば10ラウンドも持たないだろう。俺は相手を徹底的に叩き潰すタイプのファイターだ。俺は対戦を避けたくなるファイターの一人だ。4ラウンド以内で終わるだろう』[191]
- アミール・カーン 『UFCのトレーニングを開始した。俺は金網に入って総合格闘技ルールで戦う。そこが俺とメイウェザーの違うところだ。マクレガーは総合格闘技の世界で、自分はボクシング界で名のある選手。実現すれば、ビッグファイトになる。自分はまだ若く、格闘技のスキルを磨く時間はある。ファイターの血が流れているし、時間をかけてトレーニングすれば問題ない』[192][193]。
- クリス・ユーバンク・ジュニア 『俺は総合格闘技やグラップリングをやったことがある。子供の頃にしばらく柔術をやっていた。あとは蹴りの練習をすれば、すぐに総合格闘技に転向できるだろう』 [194]。
- マリオ・バロテッリ 『コナー・マクレガー、おまえは偉大な格闘家だが、ジョルジオ・ペトロシアンを倒さなければ、真のチャンピオンではない』[195]。
- オスカー・デ・ラ・ホーヤ 『コナー・マクレガーを2ラウンドで倒すことができる。マクレガー戦で現役復帰するつもりだ』[196]。
- イベンダー・ホリフィールド 『ダナ・ホワイト、メイウェザーに払うその2500万ドルを俺に送ってくれ。俺がマクレガーを終わらせてやる。さあやろうぜ』[197]。
- ポール・マリナッジ 『片手を背中で縛り、片足に重りを付けた状態でもマクレガーに勝てる』[198]。なお、後にマクレガーはメイウェザー戦の際にマリナッジをスパーリングパートナーとして招聘している。

## 犯罪・トラブル

### Bellator 187の騒動
2017年11月10日、地元ダブリンで開催された総合格闘技の大会Bellator 187で、チームメイトのチャーリー・ウォードが対戦相手のジョン・レッドモンドに1ラウンド終了1秒前の1R4分59秒でパンチによるKO勝ちを収めると、マクレガーは直後にケージ内に入りウォードに抱きついて祝福するも、レフェリーはKOにつながったパンチがラウンド終了前のものか確認する作業とレッドモンドの状態を確認する必要があったためマクレガーをケージ内から出そうとすると、マクレガーはそれに激しく抵抗し、興奮してレフェリーを押す騒ぎを起こした。後日マクレガーは「チームメイトの応援とレフェリーが試合を2ラウンドも続行させようとしたので感情を抑えきれなくなってしまった。しかしUFC王者、模範となるべき人物、公人として間違った振る舞いだった。心から謝罪をしたい」と謝罪をした。これにレフェリーは、事態を確認する前にマクレガーがケージ内に入ってきたので、試合を続行させるかの決定はしていなかったと反論したが、現場でマクレガーが「試合を止めろ」と叫んでいたことが確認されており、対戦相手のレッドモンドも「レフェリーは試合を2ラウンドも続行させるつもりだったが、マクレガーが起こした騒ぎのおかげで、試合を管轄したモヒガン・サン・コミッションが、レフェリーの決定を却下して、試合を続行させなかったのだと思う」とコメントしている。

### 選手バス襲撃事件
2018年4月3日、UFCの選手が宿泊するホテルのロビーで、ハビブ・ヌルマゴメドフが口論からマクレガーのチームメイトのアルテム・ロボフに詰め寄り、侮辱的な言葉を浴びせた。マクレガー一派とヌルマゴメドフのマネージャー、アリ・アブデルアジズを含んだヌルマゴメドフ一派は長い間対立し、問題がたびたび生じていた中での出来事だった。
2018年4月5日、UFC 223（4月7日開催）の事前会見を終えた選手達を乗せたバスが、会見が行われたバークレイズ・センターを出発しようとしていた所に、ヌルマゴメドフ一派への仕返しを狙いマクレガーが仲間を引き連れて突如現れて、バスに向かって台車を投げつけ窓ガラスを破損させた。これにより、バスに乗っていたマイケル・キエーザとレイ・ボーグは窓ガラスの破片で顔や体に切り傷を負いUFC 223の試合を欠場する。マクレガーと仲間は現場から立ち去るも、夜には警察署に出頭し、暴行及び器物損壊容疑で起訴された。同年7月26日、マクレガーは司法取引を成立させ問われた罪の治安紊乱行為の罪状について不抗争の答弁をした結果、破壊したバスの弁償及び5日間の社会奉仕活動とアンガーマネジメントのカウンセリングを受けるよう命じる、前科も執行猶予も付かない判決が下され刑事裁判は終了した。同年9月12日、マイケル・キエーザが精神的かつ身体的苦痛を受けたとして賠償金を請求する民事訴訟を起こした。2022年12月にキエーザとの民事訴訟が和解に達した。

### 性的暴行疑惑

#### コルシカ島での性的暴行疑惑
- 2020年9月12日から13日にかけて行われるモナコ公国シャルレーヌ公妃が主催する、コルシカ島からモナコ公国までの180kmを30時間かけて走破する2チーム対抗のチャリティー水上自転車レース「The Crossing: Calvi ーMonaco Water Bike Challenge」に招待を受け、シャルレーヌ公妃率いる「チームセレニティ」の対抗チーム「チームノートリアス」のリーダーとして参加をするため、スタート地点のコルシカ島に婚約者のディー・デブリンと2人の子供たちと共に滞在し、シャルレーヌ公妃と水上自転車の練習などをしていたところ、レース2日前の10日に性的暴行未遂と公然わいせつの疑いで現地の警察に身柄を拘束され事情聴取を受けたが、勾留期限が切れる前に釈放され、訴追もされなかった。マクレガーの担当弁護士は「権利の乱用」だと話し、広報担当者も「不適切行為との告発を強く否定する」と容疑を完全否定するコメントを出した[215][216][217][218][219]。
- 2021年4月14日、コルシカ島の当局が、刑事訴追を行うには証拠が不十分として、マクレガーに対する性的暴行未遂と公然わいせつの容疑を棄却した。マクレガーに対してDNA鑑定などの捜査が行われたという[220][221]。

#### アイルランドでの性的暴行疑惑
- ニューヨーク・タイムズがマクレガーの引退発表に合わせたかのように、マクレガーが引退を発表したのと同日の2019年3月26日に、アイルランドで2018年12月に1人の女性から性的暴行の告訴があり、そのためマクレガーが1月に法執行機関の事情聴取を受けており、起訴はされなかったが現在も捜査対象になっていると報じた。マクレガーの広報担当はコメントを発表し、「この件はしばらく前から知られている話であり、今になって報じられる理由が分からない」「コナーの引退発表に、このうわさが関係していると考えるのは完全なる誤りである」と否定した[222][223]。広報担当のコメントの通り、アイルランドではこの件が、女性が告訴を行った2018年12月頃から報道されており、有罪判決を受けるまでは性的暴行で告訴された個人を特定するような報道を制限する法律がアイルランドにあるため、個人名は出さずマクレガーと特定しない形でスポーツスターやスポーツマン、有名アイルランド人スポーツスターなどとして報じられていた[224][225][226]。
- 2021年1月19日、インディペンデント・アイルランド紙が、2018年に起きた事件で、被害にあったとされる原告の女性とその母親が、マクレガーと仲間に対して、数百万ドルの民事訴訟を18日に起こしたこと及び、アイルランド警察が広範囲に及ぶ捜査をした結果、最終的にマクレガーを刑事訴訟で起訴しないと決定したことを報じた[227][228]。マクレガーの広報担当は、「原告への事情聴取に加え、多数の情報源への事情聴取、目撃者の証言の入手、監視カメラ映像の分析、マクレガーの協力などの、アイルランド警察によって行われた徹底的な捜査の後、これらの疑いは断固として退けられた」「原告は、事実がこの訴訟の主張と矛盾していることを知っている」とコメントを発表した。告発者および被告の身元を保護するアイルランドのプライバシー法によって訴訟の詳細は明らかにならなかったが、ニューヨーク・タイムズは、訴訟の申し立てを入手したとして、今回の民事訴訟は同紙が以前2019年3月26日に報じたマクレガーが起こしたとされる性的暴行事件のもので、原告の女性は、2018年12月9日に以前から知り合いだったマクレガーにダブリンのホテルで強姦されたとして、179万ドルから213万ドルの損害賠償を求めていると報道した[229][230][231]。2021年1月21日に開かれた自身の試合（UFC 257）の試合前記者会見で、マクレガーは「それは古いニュースだ。2年間にわたって徹底的に捜査され、私の不正行為の疑いは晴れた。それだけだ」と否定した[232]。

#### イビサ島での暴行疑惑
- 2023年1月23日、スペインの新聞Ultima Horaが、前年2022年の7月16日にイビサ島の船上で催されたマクレガーの誕生日を祝うパーティーで、マクレガーの元隣人の女性が、マクレガーに数回殴打されて溺れさせてやると脅されたため海に飛び込んで逃げ、赤十字のボートに救助され、スペインの国家警察に暴行の被害を訴えた後に直ぐにマクレガーに暴行されたのではないと被害を撤回して訴えを取り下げたが、帰国後に告訴状を提出したためアイルランドで訴訟が開始され、スペインで警察の捜査が再開されていることを報じた[233][234][235]。
- 2023年2月22日、被害を訴えていた女性がアイルランドで訴訟を取り下げた[236][237]。

#### NBAファイナルでの性的暴行疑惑
- 2023年6月15日、ゲストとして招待されたNBAファイナル第4戦（6月9日）の試合終了後にVIP男性用トイレ内で、マクレガーから性的暴行を受けたとして女性から告発された。また、性的暴行を受けたとされる女性は、マイアミ・ヒートとNBAの警備員が、女性を友人から引き離して強制的にトイレに連れ込むなどして、マクレガーの性的暴行を幇助したと告発した[238][239][240][241]。
- 2023年6月21日、性的暴行を受けたとされる女性の弁護士が、女性に10万ドルの口止め料が提供されたと述べ、NBA、マイアミ・ヒート、マイアミ警察が隠蔽に関与していると主張するが、NBAは口止め料を提供したことを否定した[242][243]。
- 2023年10月18日、検察が「証拠が不十分」と判断して告訴を棄却した[244][245]。

- 2019年11月にはマクレガーの子供を出産したので認知をして欲しいとしつこく訴えていた女がいたが、マクレガーはDNA型鑑定で親子鑑定を行い、マクレガーの子供ではないことを証明した[246]。

### ロボフとの訴訟
- 2022年11月23日、長年のチームメイトで友人でもあったアルテム・ロボフから、Proper No. Twelveの創設に協力したのに報酬をもらえなかっただけでなく、会社をホセ・クエルボに売却して得た収益の5％を受け取る合意があったが守られなかったとして賠償金を求める訴訟を起こされた[247]。
- 2023年1月12日、マクレガーがTwitterでロボフに対して「ネズミ」や「調理されていないソーセージ」と言ったことについて、ロボフは名誉毀損であるとして、当該投稿の削除並びに、ロボフに関する投稿の禁止を求める訴訟を起こしていたが、単にネズミと呼ぶだけでは中傷的発言とは言えず、逆に表現の自由を脅かしている可能性があるとして、ロボフ敗訴の判決が下され、訴訟費用の支払いを命じられた[248]。

### VMAでの騒動
2021年9月12月、MTV Video Music Awardsにゲストとして招かれたが、会場の入り口でマシンガン・ケリーと乱闘寸前の揉め事を起こし、セキュリティーが間に入って両者を止める中、怒りの収まらないマクレガーはケリーに向かって怒声を上げ、水を浴びせかけるなどした。その後、予定通りMTV Video Music Awardsに出席し、アーティスト・オブ・ザ・イヤーを受賞したジャスティン・ビーバーのプレゼンターを務めた。

### その他
- 2019年11月1日、4月にアイルランドのパブでマクレガーが店内にいた客全員にProper No. Twelveを奢ろうとしたところ、その勧めを断った男性客の一人を殴打した裁判がダブリン地方裁判所で行われ、1,000ユーロ（約12万円）の罰金を命じられた[254]。
- マクレガーはパブを数件所有しているが、2021年4月にこのパブを150万ユーロ（約2億円）から200万ユーロ（約2億6千万円）で買収した[255][256]。
- 2019年3月11日にフロリダ州マイアミのホテルでマクレガーの写真を撮ろうとした男性の携帯電話を足で踏みつけ破壊してから持ち去ったとして逮捕される。その後、原告の被害者男性が、損害賠償を求め起こしていた民事訴訟をマクレガーと和解して取り下げ[257]、さらに、証言を宣誓していた当初の内容から変えた上に、イギリスから訴訟手続きでフロリダ州へ再度来ることも拒否したため、2019年5月13日にフロリダ州検事補が訴えの信頼性に問題があるとしてマクレガーに対する刑事告訴を棄却した[258][259]。
- なお、マクレガーは2021年9月に、マイアミの中学校に招かれて生徒に講演を行った後に、市庁舎を訪れ、アメリカ合衆国において、顕著な活躍をした住民や特別な来賓に市が贈る名誉の賞である「市の鍵」を、マイアミのフランシス・X・スアレス市長から贈られている[260]。

## 慈善活動・寄付
- 自身が創立したアイリッシュ・ウイスキーブランドのシングルモルトウイスキー「Proper No. Twelve」を、1ケース販売するごとに5ドルをファーストレスポンダー（救急隊、消防隊、警察）の団体へ寄付する社会貢献活動を行っており[261]、2020年3月には、ニューヨークに本部を置く、アメリカ同時多発テロ事件で命を落としたファーストレスポンダーの家族を支援しているステファン・シラー・トンネル・トゥ・タワーズ財団へ100万ドル（約1億1000万円）を寄付した。また同財団への寄付を呼びかけるテレビCMに出演し、全米で放送された[262]。2020年10月には、Proper No. Twelveのサイトで販売した‘One For All’Tシャツの売り上げ全額となる、10万ドルを同財団へ寄付した[263]。2023年3月16日にはFOXニュースのニュース番組「ハニティー（英語版）」に出演して、ステファン・シラー・トンネル・トゥ・タワーズ財団へ100万ドル（約1億3800万円）の寄付を行った。この寄付によりマクレガーの同財団への寄付は合計370万ドル（約5億1千万円）となった[264][265]。
- 2020年に世界的に新型コロナウイルスが大流行した際に、個人用防護具と心臓モニターや酸素濃縮器などの医療機器を130万ユーロ相当（約1億5000万円）購入して、アイルランド各地の病院に寄付し、マクレガー自身も現場で働く医療従事者を直に労うために、多くの医療施設に直接物資を届けた[266][267]。また、パスカル・ドナフー財務大臣から感染拡大防止につながる行動自粛などをアイルランド国民へ向けて呼びかけて欲しいと直接要請を受けると、国民で団結してウィルスと戦うことや社会的距離などの行動自粛を取るよう呼びかけを行った[268][269]。
- 病気の子供を訪問したり、子供のための医学研究基金に寄付をするなどチャリティー活動に熱心で2018年2月にニューヨークで表彰を受けている[270]。
- 2019年10月に遺伝子疾患を抱える1歳の女の子がアメリカで治療を受けるために12000ユーロ（約180万円）を寄付した[271]。
- 2018年10月20日にボストンの消防署を訪問し、「あなた達は本物のヒーローだ」と消防士たちに感謝の意を述べて、ボストン・レッドソックスが出場するワールドシリーズのチケットをプレゼントした[272][273]。
- 2020年4月にダブリンでホームレス家庭のための家を8軒建設した[274]。
- 2019年12月のクリスマスにダブリンのホームレス支援活動に2万5000ユーロ（約380万円）を寄付した[275]。
- 2020年8月に幼少時代に所属していたユースサッカークラブ、ルルド・セルティック・フットボールクラブの大規模改修に必要な多額の寄付を行い、自身が主宰するマクレガー・スポーツ・アンド・エンターテイメントとしてユニフォームスポンサーにもなった[276][277]。
- 幼少時代にトレーニングを積んでいたボクシングジム、クラムリン・ボクシングクラブにも、ボクシングのリングとボクシング用品を寄付している[278]。
- 2020年12月に知人がアイルランドで運営する総合格闘技ジムが新型コロナウイルス感染拡大の影響で閉鎖すると知ると、マクレガーは資金援助を申し出て閉鎖の危機から救った。ジムを2年間は運営できるぐらいの援助だったという[279]。
- 2021年1月、コーク県カリガラインに住むある家族が、閉じ込め症候群を患う寝たきりの娘のために、新しいバイタルサインモニターの購入資金をクラウドファンディングのGoFundMeで支援を求めたところ、目標額を上回る5000ユーロの寄付があり、その寄付がマクレガーからのものであったことがわかり家族が大変驚いたという記事が報じられ話題になる。マクレガーがこの家族を支援したのは2度目のことで、前年に新型コロナウイルス感染拡大の影響でマスクや手袋などの個人用防護具の入手に困っていた際に、マクレガーを通してマネージャーがダブリンから運転をして直接物資が届けられていた[280]。
- 2021年3月、マクレガーは主催するブラック・フォージ・ランニングクラブの代表として、クラブのメンバーの子供が通う視覚障害児の学校へ2万ユーロ（約260万円）を寄付した[281]。
- 2021年4月、ダスティン・ポイエーの地元ラファイエットの青少年を支援する慈善団体「ボーイズ & ガールズ・クラブ・オブ・アケイディアナ」（Boys & Girls Club of Acadiana）に50万ドル（約5200万円）を寄付した[282][283][284]。
- 2021年9月、ダブリンの乳がんの女性に1万ユーロ（約150万円）を寄付した[285]。
- 2021年12月、トレーニング中の怪我で麻痺を負ったアイルランドの総合格闘家に1万ユーロ（約150万円）を寄付した[286]。
- 2021年11月、脳腫瘍を患っているダブリン在住の6歳の少女がアメリカで治療を受けるための寄付を、ファンからツイッターで直接求められると、即座に3万ユーロ（約450万円）を寄付した[287]。
- 2022年3月、自動車事故に巻き込まれ片足を切断するなど重傷を負った夫妻に2万ユーロ（約300万円）を寄付した[288][289]。
- 2023年4月、レクサムFCのポール・マリンが支援する自閉症の慈善団体に12200ポンド（約210万円）を寄付した[290]。
- 2023年3月、ジョージア州サバンナの消防署に有毒ガス防護ヘルメットや防護服の購入費用として10万ドル（約1400万円）を寄付した[291]。
- 2023年4月、イングリッシュ・フットボールリーグへの昇格争いを繰り広げていたレクサムFCを応援するため、マクレガーはポケットマネーやサッカー場の場外でForged Irish Stoutの試飲会を開くなどして募金を集め、所属選手のポール・マリンが主宰する自閉症慈善団体「ユア・スペース」に12,200ポンドを寄付した[292][293]。
- 2021年6月、IMMAF世界ユース選手権アイルランド代表チームの27人の選手と20人のコーチ全員の参加費と宿泊費、飛行機代を寄付した[294]。
- 2022年6月、以前マクレガーのサイン会に来たことがある、IMMAF世界ユース選手権アイルランド代表チームの13歳の双子の兄弟に1万ユーロ（約150万円）を寄付した[295]。

## 戦績
| 総合格闘技 戦績 | 総合格闘技 戦績 | 総合格闘技 戦績 | 総合格闘技 戦績 | 総合格闘技 戦績 | 総合格闘技 戦績 | 総合格闘技 戦績 |
| --------------- | --------------- | --------------- | --------------- | --------------- | --------------- | --------------- |
| 28 試合         | (T)KO           | 一本            | 判定            | その他          | 引き分け        | 無効試合        |
| 22 勝           | 19              | 1               | 2               | 0               | 0               | 0               |
| 6 敗            | 2               | 4               | 0               | 0               | 0               | 0               |

| 勝敗 | 対戦相手                 | 試合結果                             | 大会名                                                           | 開催年月日     |
| ×    | ダスティン・ポイエー     | 1R 5:00 TKO（ドクターストップ）      | UFC 264: Poirier vs. McGregor 3                                  | 2021年7月10日  |
| ×    | ダスティン・ポイエー     | 2R 2:32 TKO（右フック→パウンド）     | UFC 257: Poirier vs. McGregor 2                                  | 2021年1月24日  |
| ○    | ドナルド・セラーニ       | 1R 0:40 TKO（パウンド）              | UFC 246: McGregor vs. Cowboy                                     | 2020年1月18日  |
| ×    | ハビブ・ヌルマゴメドフ   | 4R 3:03 ネッククランク               | UFC 229: Khabib vs. McGregor 【UFC世界ライト級タイトルマッチ】   | 2018年10月6日  |
| ○    | エディ・アルバレス       | 2R 3:04 TKO（左フック→パウンド）     | UFC 205: Alvarez vs. McGregor 【UFC世界ライト級タイトルマッチ】  | 2016年11月12日 |
| ○    | ネイト・ディアス         | 5分5R終了 判定2-0                    | UFC 202: Diaz vs. McGregor 2                                     | 2016年8月20日  |
| ×    | ネイト・ディアス         | 2R 4:12 リアネイキドチョーク         | UFC 196: McGregor vs. Diaz                                       | 2016年3月5日   |
| ○    | ジョゼ・アルド           | 1R 0:13 KO（左フック）               | UFC 194: Aldo vs. McGregor 【UFC世界フェザー級王座統一戦】       | 2015年12月12日 |
| ○    | チャド・メンデス         | 2R 4:57 TKO（左ストレート→パウンド） | UFC 189: Mendes vs. McGregor 【UFC世界フェザー級暫定王座決定戦】 | 2015年7月11日  |
| ○    | デニス・シヴァー         | 2R 1:54 TKO（マウントパンチ）        | UFC Fight Night: McGregor vs. Siver                              | 2015年1月18日  |
| ○    | ダスティン・ポイエー     | 1R 1:46 TKO（左フック→パウンド）     | UFC 178: Johnson vs. Cariaso                                     | 2014年9月27日  |
| ○    | ディエゴ・ブランダオン   | 1R 4:05 TKO（左ストレート→パウンド） | UFC Fight Night: McGregor vs. Brandao                            | 2014年7月19日  |
| ○    | マックス・ホロウェイ     | 5分3R終了 判定3-0                    | UFC Fight Night: Shogun vs. Sonnen                               | 2013年8月17日  |
| ○    | マーカス・ブリメージ     | 1R 1:07 TKO（左ストレート→パウンド） | UFC on Fuel TV 9: Mousasi vs. Latifi                             | 2013年4月6日   |
| ○    | イヴァン・ブッヒンゲル   | 1R 3:40 KO（左フック）               | Cage Warriors 51 【CWFCライト級王座決定戦】                      | 2012年12月31日 |
| ○    | デイブ・ヒル             | 2R 4:10 チョークスリーパー           | Cage Warriors 47 【CWFCフェザー級王座決定戦】                    | 2012年6月2日   |
| ○    | スティーブ・オキーフ     | 1R 1:33 KO（肘打ち）                 | Cage Warriors 45                                                 | 2012年2月18日  |
| ○    | アーロン・ジャンセン     | 1R 3:29 TKO（グラウンドパンチ連打）  | Cage Warriors Fight Night 2                                      | 2011年9月8日   |
| ○    | アルトゥル・ソヴィニスキ | 2R 1:12 TKO（パンチ）                | CG 2: Clash of the Giants                                        | 2011年6月11日  |
| ○    | パディ・ドハーティ       | 1R 0:04 KO（左フック）               | Immortal Fighting Championship 4                                 | 2011年4月16日  |
| ○    | マイク・ウッド           | 1R 0:16 KO（グラウンドパンチ連打）   | CC 8: Fields vs. Redmond                                         | 2011年3月12日  |
| ○    | ヒュー・ブレーディー     | 1R 2:31 TKO（右アッパー→パウンド）   | Chaos Fighting Championship 8                                    | 2011年2月12日  |
| ×    | ジョセフ・ダフィー       | 1R 0:38 肩固め                       | Cage Warriors 39                                                 | 2010年11月27日 |
| ○    | コナー・ディロン         | 1R 4:22 TKO（コーナーストップ）      | Chaos Fighting Championship 7                                    | 2010年10月9日  |
| ○    | スティーブン・ベイリー   | 1R 1:22 TKO（パウンド）              | K.O.: The Fight Before Christmas                                 | 2008年12月12日 |
| ×    | アルテミー・シテンコフ   | 1R 0:30 膝十字固め                   | Cage of Truth 3                                                  | 2008年6月28日  |
| ○    | モ・テイラー             | 1R 2:01 TKO（パウンド）              | Cage Rage Contenders: Ireland vs. Belgium                        | 2008年5月3日   |
| ○    | ゲイリー・モリス         | 2R TKO（スタンドパンチ連打）         | Cage of Truth 2                                                  | 2008年3月8日   |

### ボクシング
| プロボクシング 戦績 | プロボクシング 戦績 | プロボクシング 戦績 | プロボクシング 戦績 | プロボクシング 戦績 | プロボクシング 戦績 | プロボクシング 戦績 |
| ------------------- | ------------------- | ------------------- | ------------------- | ------------------- | ------------------- | ------------------- |
| 1 試合              | (T)KO               | 判定                | その他              | 引き分け            | 無効試合            |                     |
| 0 勝                | 0                   | 0                   | 0                   | 0                   | 0                   |                     |
| 1 敗                | 1                   | 0                   | 0                   | 0                   | 0                   |                     |

| 戦           | 日付          | 勝敗 | 時間     | 内容 | 対戦相手                         | 国籍           | 備考 |
| ------------ | ------------- | ---- | -------- | ---- | -------------------------------- | -------------- | ---- |
| 1            | 2017年8月26日 | ★    | 10R 1:05 | TKO  | フロイド・メイウェザー・ジュニア | アメリカ合衆国 |      |
| テンプレート |               |      |          |      |                                  |                |      |

## 獲得タイトル
- 第4代CWFCフェザー級王座（2012年）
- 第6代CWFCライト級王座（2012年）
- UFC世界フェザー級暫定王座（2015年）
- 第2代UFC世界フェザー級王座（2015年）
- 第9代UFC世界ライト級王座（2016年）

## 表彰
- UFC
  - UFC ファイト・オブ・ザ・ナイト（2回）
  - UFC ノックアウト・オブ・ザ・ナイト（1回）
  - UFC パフォーマンス・オブ・ザ・ナイト（7回）
  - UFC オールタイム・ザ・グレイテスト・ファイト（UFC創立25年間の最高試合、2018年/ネイト・ディアス第2戦）
- ESPN
  - ファイター・オブ・ザ・イヤー（2015年）
- ESPY賞
  - 年間最優秀ファイター（2016年）
- FOXスポーツ
  - ファイター・オブ・ザ・イヤー（2015年）
  - ファイト・オブ・ザ・イヤー（2016年/ネイト・ディアス第2戦）
- Bleacher Report
  - ファイター・オブ・ザ・イヤー（2015年）
  - ファイト・オブ・ザ・イヤー（2016年/ネイト・ディアス第2戦）
- World MMA Awards
  - ファイター・オブ・ザ・イヤー（2015年）
  - ファイター・オブ・ザ・イヤー（2016年）
  - インターナショナル・ファイター・オブ・ザ・イヤー（2014年）
  - インターナショナル・ファイター・オブ・ザ・イヤー（2015年）
- MMA Fighting
  - ファイター・オブ・ザ・イヤー（2015年）
- MMA Junkie
  - 2010年代のMMAファイターTop 10（5位に選出）[296]
  - ファイター・オブ・ザ・イヤー（2015年）
- SHERDOG
  - ブレイクスルー・オブ・ザ・イヤー（2014年）
  - ファイター・オブ・ザ・イヤー（2015年）
  - ノックアウト・オブ・ザ・イヤー（2015年/ジョゼ・アルド戦）
  - ファイター・オブ・ザ・イヤー（2016年）
- RTÉ
  - RTÉスポーツ・パーソン・オブ・ザ・イヤー（2016年）
- TIME誌
  - 世界で最も影響力のある100人（2017年）

## ペイ・パー・ビュー販売件数
| 開催年月日     | イベント                                                | 販売件数  | 備考       |
| -------------- | ------------------------------------------------------- | --------- | ---------- |
| 2021年7月10日  | UFC 264: ダスティン・ポイエー vs. コナー・マクレガー 3  | 180万件   | ESPN+      |
| 2021年1月23日  | UFC 257: ダスティン・ポイエー vs. コナー・マクレガー 2  | 160万件   | ESPN+      |
| 2020年1月18日  | UFC 246: コナー・マクレガー vs. ドナルド・セラーニ      | 135万件   | ESPN+      |
| 2018年10月7日  | UFC 229: ハビブ・ヌルマゴメドフ vs. コナー・マクレガー  | 240万件   |            |
| 2017年8月26日  | フロイド・メイウェザー・ジュニア vs. コナー・マクレガー | 430万件   | ボクシング |
| 2016年11月12日 | UFC 205: エディ・アルバレス vs. コナー・マクレガー      | 130万件   |            |
| 2016年8月20日  | UFC 202: ネイト・ディアス vs. コナー・マクレガー 2      | 165万件   |            |
| 2016年3月5日   | UFC 196: コナー・マクレガー vs. ネイト・ディアス 1      | 150万件   |            |
| 2015年12月12日 | UFC 194: ジョゼ・アルド vs. コナー・マクレガー          | 120万件   |            |
| 2015年7月11日  | UFC 189: チャド・メンデス vs. コナー・マクレガー        | 82万5千件 |            |

## 出演
- Conor McGregor: Notorious（2017年）
- McGregor Forever（2023年）
- ロードハウス/孤独の街 Road House - ノックス役（2024年）